# Фипронил
Фипронилът (Fipronil) е инсектицид, който се използва за защита на реколта и във ветеринарната медицина за борба с бълхи, кърлежи и хлебарки. Заради защитата на застрашени насекоми е забранена употребата му за обработка на царевица за посев. Не е разрешено да се използва в близост с каквито и да било животни, произвеждащи храни.